# 엘 카르멘역
엘 카르멘 역(스페인어: El Carmen)은 마드리드 지하철 5호선의 역이다. 마드리드 시우다드리네알 구의 로페스 카세로 거리와 호세 마리아 페르난데스 란세로스 거리 사이의 교차로 지하에 위치해 있다. 요금구역상으로는 A구역에 속한다.

## 역사
1964년 5월 28일 2호선의 일부로 개통되어 처음 영에 들어갔으나, 1970년 7월 20일부터 5호선에 편입되어 지금에 이른다.

## 환승 정보
역 주변에 시내버스 정류장이 다섯 곳 있다.
버스
- 시내버스
  - 38 106 110 146 210번 노선 (주간)
  - N5, N7번 노선 (야간)

지하철
| 마드리드 지하철           | 마드리드 지하철       | 마드리드 지하철     |
| ------------------------- | --------------------- | ------------------- |
| 킨타나 알라메다 데 오수나 | 마드리드 지하철 5호선 | 벤타스 카사 데 캄포 |